# Петр Гінц
Петр Гінц (1 лютого 1928 року — 28 вересня 1944 року) — чехословацький хлопчик частково єврейського походження, який був депортований у концтабір Терезієнштадт під час Голокосту. Він помер у віці шістнадцяти років, коли його перевели в концентраційний табір Освенцим і по прибутті знищили в газовій камері. Його щоденник був опублікований після смерті.

## Життя

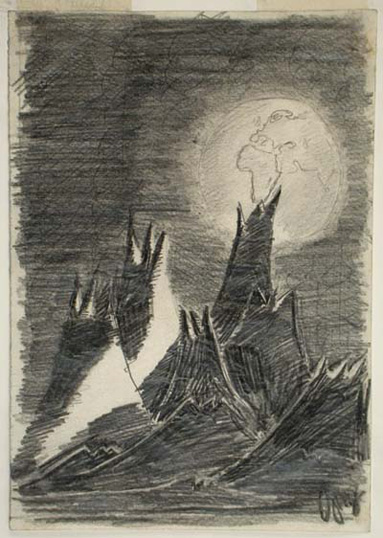
Земля, видно з Місяця

Петро народився в сім'ї Отто Гінца, менеджера експортного відділу текстильної компанії з Праги та видатного есперантиста і Марі Гінц (уроджена Доланська). Батько Петра був євреєм, а мати — ні. Його батьки познайомились на конгресі есперантистів. Його мати була з Градець-Кралове, де її батько був сільським учителем. Під час Різдва Петро часто відвідував своїх родичів, зокрема діда, який володів антикварною крамницею на площі Юнгмана, де він продавав рідкісні книги. Петро був дуже розумним хлопчиком; у віці від 8 до 14 років він написав 5 романів: « Від Праги до Китаю», «Чарівник з гір Алтай», «Навколо світу в одну секунду» та «Візит з доісторії» — єдиний збережений на сьогоднішній день роман. Романи, включаючи « Навштева з правєку» (англ. Visit from Prehistory), написані у стилі Жуля Верна та проілюстровані власними картинами. Він цікавився науками і прагнув знань. Через інтерес батьків до есперанто, це була одна з рідних мов Петра (інша — чеська).
Відповідно до антиєврейських законів Третього рейху, діти від змішаних шлюбів мали бути депортовані до концтабору у віці 14 років. Юного Петра перевезли до концтабору Терезієнштадт у жовтні 1942 року. Його зусилля в галузі наук та жага знань залишалися, і він намагався вчитися навіть у концтаборі. Він часто читав із бібліотеки, повної вилучених книг, до яких мав доступ. Його розмістили у Домовій ч.1 (Будинок № 1, будинок L417). Він став однією з найбільш значущих особистостей громади. Він створив і підготував до друку періодичний журнал «Ведем», що означає «Ми ведемо». Він також написав есперанто — чеський словник, а також кілька інших коротких романів, які були втрачені. В одному з творів він бере інтерв'ю та коментує людей, будівлі та навіть крематорій.
Ширина його інтересів, здібностей та характеру визначається із збережених творів та зі свідчень друзів, які вижили. Його цікавили література, історія, живопис, географія, соціологія, а також технічні галузі. Журнал Vedem виходив щоп'ятниці протягом двох років.
Петра було призначено одним з останніх перевезень до концтабору Освенцім з Терезіна, де він загинув у газових камерах у 1944 році. Його щоденник видано англійською мовою під назвою: Щоденник Петра Гінза 1941—1942.

## Ведем
Журнал був заснований незабаром після його прибуття до Терезіна в 1942 році. Окрім Гінза, ще кілька хлопчиків з Домового ч.1. також сприяли випуску. Петро Гінц став головним редактором, і він працював під кодовою назвою nz або Akademie (Академія). Одним з найближчих його співробітників був Гануш Гахенбург, який написав багато віршів. Більшість своїх творів і картин Гінз віддав сестрі перед від'їздом, тому більшість з них збереглися до сьогодні. У 1944 році його сестру також депортували до Терезіна, але вона вижила.

## Щоденник

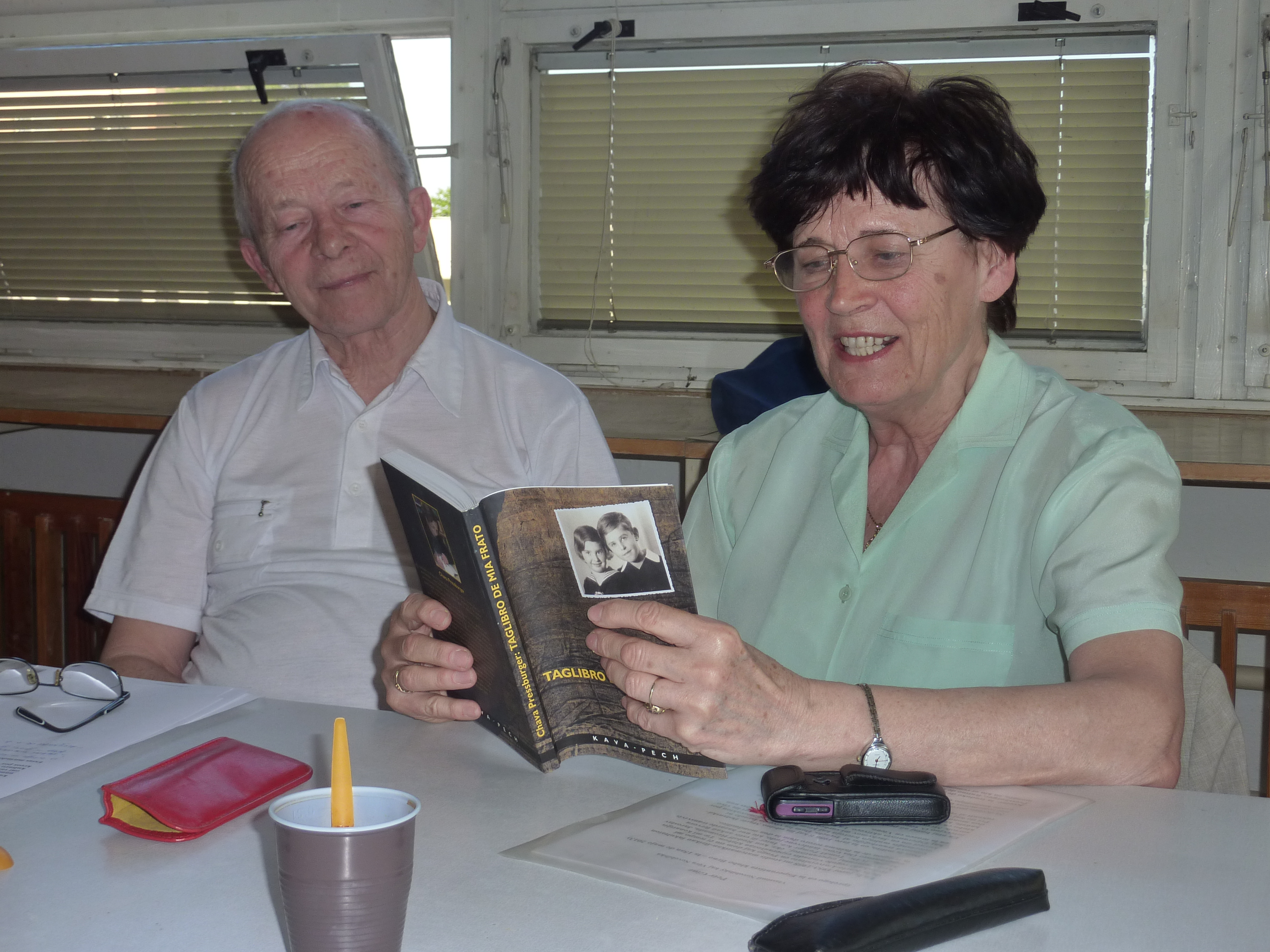
Вера та Властиміл Новобільські читають вголос зі свого есперанто- перекладу щоденника Петра Гінца для членів клубу есперанто в Брно (2013)

Перед транспортуванням Гінц писав щоденник між 1941 і 1942 роками про своє життя. Цей щоденник, написаний фактично, порівнювали із щоденником Анни Франк. оденник був загублений, але його сестра Єва (нині Чава Прессбургер) знайшла та опублікувала як Щоденник мого брата. Він був опублікований іспанською, каталонською та есперанто, а також оригінальною чеською мовою, а англійською мовою у квітні 2007 року як «Щоденник Петра Гінца 1941—1942». Огляд з'явився у випуску газети The New York Times від вівторка, 10 квітня 2007 року.

## Малювання
Ізраїльський астронавт Ілан Рамон, чиї мати та бабуся залишилися в живих в Освенцімі, у польоті мав із собою копію малюнка Гінза планети Земля, яку видно з Місяця Шатл, входячи в атмосферу Землі, розпався 1 лютого 2003 р. знищивши копію малюнка Гінца. У 2018 році, через 15 років після катастрофи в Космічному шатлі "Колумбія ", Яд Вашем передав ще одну копію вдові Ілана Рона для передачі космонавту Ендрю Фейстелю. Фейстель переніс його в космос під час експедиції 56 на згадку про Гінца і Рамона.
Малюнок Петра Гінза та його історія надихнули авторів інших творів мистецтва. Одним із прикладів є картина «Варіація на Місячному пейзажі Петра Гінца» (2008) панамського художника Роберто Перес-Франко.

## Спадщина

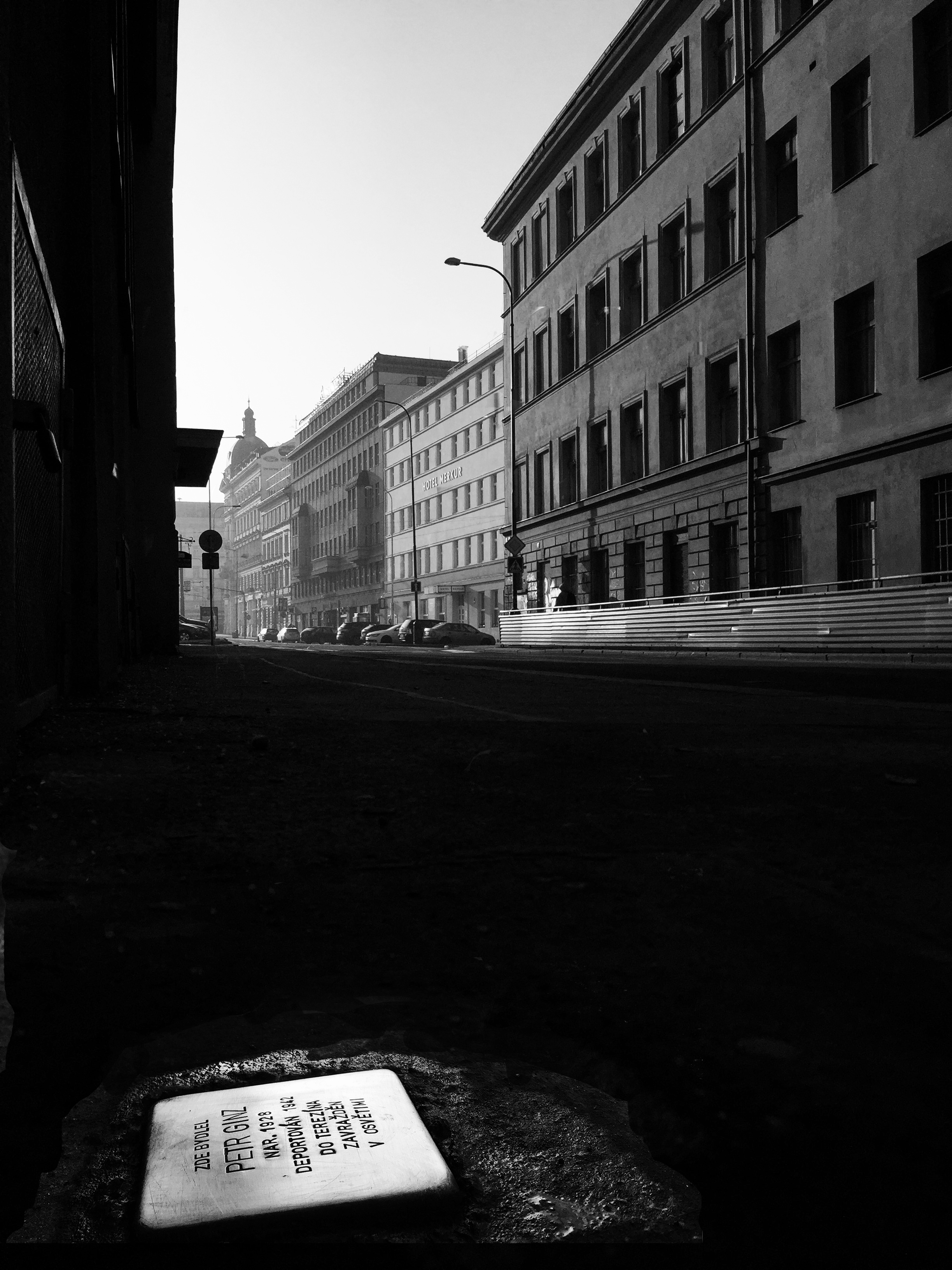
Столперштейн для Петра Гінца

На його честь був названий астероїд 50413 Петргінц.
У 2005 році чеська пошта видала марку вартістю 31 крон з малюнком Місяця та портретом на згадку про Петра Гінца.
На його честь у Празі встановили «Столперштайн» німецького художника Гунтера Демніга.
Його життя було відзначено в документальному фільмі 2012 року «Останній політ Петра Гінца» режисерів Сандри Діксон і Черчілля Робертса.